# 散窯
散窯，或稱打窯、拾羊窝、丟羊窝，是曾流傳於河南等地的播棋類遊戲，遊戲可劃分多盤。

散窯棋盤

## 棋具
- 長方形棋盤，分為兩列各五個小洞，兩方玩家各分一列。左右側再附有兩大洞，每方擁有左側的大洞。

- 初始佈置時，每方小洞有五顆小棋子。

## 規則
- 每回合玩家輪流行棋，從己方有棋子的小洞取出所有棋子，逆時鐘方向，分配到其他的洞中，一洞分配一顆，直至分配完。分投經過自己的大洞在時可不分配。經過當最後一顆棋子落下時，需從其第一順位棋洞取走所有棋子再以同方向進行分配，直到最後分投的棋子落下時其第一順位棋洞為空洞時方結束回合，並將第二順位小洞的棋子全部取走，放入己方大洞。此動作稱為空拍吃。若第三順位也為空位，則同樣取走第四順位的棋子，繼續空拍吃。依此類推，直到遇到單數順位有子。
  - 若棋盤剩下一枚棋子或僵持不下，此盤結束，玩家把獲得的棋子，全填在自己棋洞中。則少子方將不到五顆滿的棋洞畫叉，此盤少子方不得分配棋子在裡面，新一盤再開始。多盤進行，直到一方沒有棋洞為輸家。

- 新盤開始時，玩家沒有可使用的棋洞時，也就是擁有不到五顆棋子時，輸掉遊戲。[4][5]

## 外部連結
- 遊戲介紹
- 遊戲圖片[永久]